# Anna av Foix-Candale
Anna av Foix-Candale, född 1484, död 1506, var 1502—1506 drottning av Ungern och Böhmen, gift med Vladislav II av Böhmen och Ungern.

## Biografi

### Tidigt liv
Anna var dotter till den franske adelsmannen Johan Gaston av Foix, som också hade den engelska titeln earl av Candale eller Kendal (därav namnet) och Katarina av Navarra, och kusin till drottning Katarina av Navarra. Hon var släkt med Anna av Bretagne och växte upp vid det franska hovet i Blois och var bildad i latin och klassikerna. 

### Äktenskap
Den franska kungens brorson, hertigen av Longueville, var förälskad i henne och ville gifta sig med henne, men tvingades avstå då ett politiskt äktenskap istället arrangerades åt henne. År 1500 slöts ett förbund mellan Frankrike, Polen och Ungern och Anna valdes ut som ett led av alliansen och trolovades år 1500. Kontraktet bekräftades 1501, och 1502 blev Anna vigd via fullmakt i Blois till kung Vladislav II och fick då titeln drottning av Ungern vid det franska hovet. Under resan till Ungern kom hon i en besvärlig situation i Venedig, där så mycket pengar lades ut, att Ungern och Frankrike kom i konflikt om vem som skulle betala räkningarna. 

### Drottning
Den 23 augusti 1502 kom Anna fram till Zagreb i Ungern och sedan till staden Székesfehérvár där hon den 29 september vigdes med Vladyslav och kröntes till drottning. Kungen ska ha betraktat henne som en vän, assistent och pålitlig rådgivare, och deras relation uppges ha varit lycklig. Hon stod i ekonomiskt skuld till Venedig och favoriserade Venedig. 1506 fanns även hennes underskrift vid sidan av kungens på ett kontrakt på en allians mellan familjerna Habsburg-Jagiello. Hon åtföljdes av ett franskt hov, bland annat sin illegitime halvbror François de Tournemine de La Guerche och den franske ambassadören Pierre Choque. Anna åtnjöt stor popularitet efter att hon fött en tronarvinge. Graviditeterna försämrade kraftigt hennes hälsa och hon dog senare i barnsäng.